# Dick Motta
Pour les articles homonymes, voir Motta.
John Richard "Dick" Motta, né le 3 septembre 1931 à Midvale, Utah, est un ancien entraineur de américain basket-ball ayant passé 25 années de sa carrière en National Basketball Association. En dépit de son mauvais caractère et de ses excentricités, Motta était un excellent stratège qui savait tirer le meilleur parti de ses joueurs.

## Biographie
Motta fut engagé en tant qu'entraineur des Chicago Bulls en 1968 après six années à l'université d'État de Weber. De 1970 à 1974, il mena les Bulls à quatre saisons consécutives de 50 victoires ou plus, remportant le trophée de NBA Coach of the Year en 1971.  
En 1976, Motta quitta les Bulls pour entrainer les Washington Bullets, avec lesquels il remporta le titre de champion NBA en 1978. Après deux saisons supplémentaires avec les Bullets, il devint le premier entraineur de l'histoire des Dallas Mavericks, qu'il mena à un bilan de 55 victoires-27 défaites lors de la saison 1986-1987.
Motta entraina également les Sacramento Kings et les Denver Nuggets avant de prendre sa retraite en 1997. 
La victoire de Bullets en 1978 donna à la ville de Washington, D.C. son premier titre de champion depuis le titre des Washington Redskins en National Football League en 1942. Dans la seconde année de Motta à la tête des Bullets (désormais Washington Wizards), ils devinrent seulement la troisième équipe à gagner le titre NBA lors du septième match à l'extérieur. Ce titre de 1978 est pour l'heure le seul de l'histoire pour la franchise de la capitale américaine.

## Reconversion professionnelle
Dick Motta et sa femme Janice dirigent aujourd'hui un bed & breakfast, the Blue Bird Inn, à proximité du lac Bear à Fish Haven, Idaho. 